# MKB 2...15
Die sechs schmalspurigen Tenderlokomotiven MKB 2...15 der meterspurigen Mindener Kreisbahnen (MKB) waren Dampflokomotiven für den gemischten Betrieb und wurden von der Maschinenfabrik Christian Hagans 1898–1908 gebaut. Sie waren bis 1959 in Betrieb und wurden danach ausgemustert sowie verschrottet.

## Geschichte
Die Lokomotiven wurden zwischen 1898 und 1908 von der Mindener Kreisbahn neben den MKB 1 und 5 und einer zweifach gekuppelten Lokomotive von der Maschinenfabrik Christian Hagans beschafft. Ursprünglich wurden fünf Exemplare gekauft, 1908 eine weitere Lokomotive, die 1908 für die Herforder Kleinbahn gebaut wurde, erworben. Deren Fahrwerk wurde bereits 1926 ausgemustert, dafür erhielt die Lok 2 den Kessel der Lok 15. So entstand aus zwei Lokomotiven eine einsetzbare Maschine.
Die Lokomotiven waren bis zum Ende der Meterspurzeit bis in die 1950er Jahre im Einsatz. Nachdem die Lok 4 sowie die Lok 9 bereits 1927 ausgemustert wurden, folgten 1951 die Lok 8 und 1955 die Lokomotiven 5 und 6. Die Lok 2, die 1936 bei der Sylter Inselbahn fuhr, wurde 1959 ausgemustert und war die letzte meterspurige Dampflokomotive der Mindener Kreisbahnen.

## Konstruktion
Die Lokomotiven waren mit den anderen Lokomotiven der Mindener Kreisbahnen von Hagans im Baukastenprinzip entstanden. Teile des Fahrwerkes, der Steuerung, des Führerhauses und der Kesselaufbauten stimmten mit den anderen Lokomotiven aus dieser Konstruktionslinie überein.
Sie besaßen einen Blech/Plattenrahmen. Die Treibachsen waren fest gelagert, die Schleppachse war als Bisselgestell ausgeführt.
Der einfach ausgeführte Lokkessel arbeitete mit einem Dampfdruck von 12 bar und besaß eine kupferne Feuerbüchse. Sie hatten ein geringere Länge und einen geringeren Wasservorrat als die Lok 1 und Lok 5. Mit dem Sanddom konnte jeweils die zweite Achse von vorn und hinten gesandet werden, vorhanden waren ferner ein Läutewerk sowie auf dem Stehkessel ein Sicherheitsventil Bauart Ramsbotton. Die Stephenson-Steuerung arbeitete mit Flachschiebern.
Die Lokomotiven besaßen ein einfaches, geräumiges Führerhaus mit großen Stirnfenstern. Der Kohlenvorrat war im linken Seitenkasten gebunkert. Sie waren mit einer Saugluftbremse Bauart Körting und einer Wurfhebelbremse ausgerüstet, neben dem Dampfläutewerk war eine Petroleumbeleuchtung vorhanden.